# باري (فلم)
باري (بالإنجليزية: Barry) فيلم دراما أمريكي، إخراج فيكرام غاندي. يتحدث عن الرئيس الامريكي السابق باراك أوباما عندما كان في جامعة كولومبيا في عام 1981. بطولة ديفون تيريل، آنيا تايلور جوي، جيسون ميتشيل، آشلي جاد، جينا إلفمان، إلار كولتراين، آفي ناش، ولاينوس روتش.
عرض على نتفليكس في 16 ديسمبر، 2016.

## الممثلين
- ديفون تيريل بدور باراك "باري" أوباما
- آنيا تايلور جوي بدور تشارلوت بوغمان
- جيسون ميتشيل بدور بي جاي

## وصلات خارجية
- باري على نتفليكس
- باري على الطماطم الفاسدة
- مقالات تستعمل روابط فنية بلا صلة مع ويكي بيانات

لا توجد روابط لمواقع التواصل الاجتماعي.